# Биоресорптивни стент
Биоресорптивни стент, биоразградиви, биоапсорптивни или „привремени“ стент (енгл. bioresorbable stents) је медицинских уређај произведен од ресорптивног (растворљивог) материјала који се убацује у крвни суд или други унутрашњи канал организма, како би отклонило њихово сужење (стенозу) или зачепљење (опструкцију) и спречио застој у протоку крви, мокраће итд.
Традиционални стентови направљени су од металне мрежице и они остају у телу трајно или до њиховог уклањања разним хируршким интервенцијама. За разлику од њих биоресорптивни стентови имају исту намену, али су произведен од растворљивог, ресорптивног или апсорптивног материјала и после одређеног времена ишчезавају из организма. У многим случајевима, ови стентови имају и психолошку предност јер њихову уградњу многи болесници боље прихватају.

## Историја
У овом тренутку у многим истраживачким центрима у свету у току је развој различитих врста биоресорптивних стентова. Пионирски рад у клиничком испитивању биоразградивих стентова назван Игаки-Тамаи стент почео је у Јапану. Основни материјал који се примењује у њиховој изради је полилацтат. Разни други полимери су тренутно у даљем развоју. Тренутно највећи је проблем, у развоју ове врсте стентова, њихова недовољно истражена биокомпатибилност са ткивима у која се уграђују.
Други правац у развоју биоресорптивних стентова развијају немачки произвођача медицинског уређаја, од којих је један „Биотроник“. Они су развили апсорптивни метални стент (АМС), од специјалне разградљиве легуре која је заснована на магнезијуму. Прва генерација ових стентова је тестиран у неколико клиничких студија и показала је добре механичке особине и биокомпатибилност стента. Ова врста стентова има карактеристике конвенционалног, којим се постиже добра и стабилна реканализација суженог крвног суда или канала и успорен процес њихове деградације и елиминације из организма.

## Карактеристике
Да би се донекле превазишли неки од наведених недостатака у интервентној радиологији и кардиологији, неколико фирми је развило производњу биоресорптивних или биоапсортивних стентова. Као и метални стентови они се постављају на исти начин након катетеризације у сужени крвни суд како би обновили проток крви или другог садржаја и помогли ткивним структурама процес оздрављења. Током времена биоресорптивни стент се постепено раствара и ресорбује и на потпуно безбедан начин уклања из организма, које на тај начин остаје без сталног имплантата (стента).
Предности у односу на металне стентове
Употреба металних леком обложених стентова донекле је отклонила нека нежељена дејства класичних металних стентова, али су и даље задржалаи неке потенцијалне недостатке. Међу њима су;
- предиспозиција за настанак тромботичних наслага на крајевима стента,
- спречавање накнадне адаптације крвног суда на стент,
- експанзивна адаптација (стварање препрека које захтевају хируршку реваскуларизацију),
- проблеми у току радиолошких снимања са мултислајсним скенером и магнетном резонантном томографијом.[1][2]

Досадашње студије су показале да се најкритичнији период лечења крвних судова „стентовањем“ углавном завршава у периоду од три месеца. и зато је циљ биоресорптивних или „привремених“ стентова да у потпуности подржи крвни суд или други канал током овог критичног периода, а затим се ресорбује и уклони из тела, када више није потребан.
До септембра 2009, примена биоресорптивних стентова је била ограничени на клинички испитивања и још увек није одобрена њихова масовна примена.

## Технички услови
Захтеви које морају да испуњавају биоресорптивни (биоразградиви) коронарни стентови према др Ванкатраману и сарадницима су следећи;
- материјал од кога је стент израђен, као и његови деградациони производи морају бити биокомпатибилни,
- структурни интегритет, до почетка деградације (ресорпције), стент мора да одржи најмање шест месеци од уградње а пуна деградацију треба да настане тек након 12-18 месеци.
- деградација стента не сме да буде праћена одвајањем комадићима материјала који би он отпушта у лумен.
- стента мора бити разместив било његовим ширењем уз помоћ балон катетера или сопственим ширењем.
- након инплантације стент мора да буде безбедно „усидрен“ и не сме да мигрира у лумену. Стент такође мора да буда у стању да издржи структурне контракција мишића крвних судова.
- стент мора бити радиолошки непрозиран и да омогућава безбедну и лаку примену.

## Медицинска истраживања
Клиничко истраживање су показала да саморесорбирајући стент, односно стент који се природно раствара, нуде већу ефикасност и безбедноснт у поређењу са леком обложеним стентом. Конкретно, магнезијев стент која се може ресорбовати има повољан сигурносни профил са ниским оштећењем циљних лезија и мањом стопом тромбозе. Ови клинички резултати су упоредиви са другим стентовима у сличним популацијама пацијената.
Испитивана је и апсорпцијa природно саморесорбирајући стент у једностраним експериментима на животиеама и у рандомизованим студијам, током којих су ови стентови упоређивани са лековима обложеним стентом. Рани и касни примарни нежељени срчани догађаји, реваскуларизације и тромбозе били су слични оним у категорији испитаника код којих су примењени леком обложени стентови. Студије на стварним пацијентима су у току.
Сликовне студије показују да се стент који се природно раствара, апсорпцију почиње од шест до 12 месециод уградње и потпуно се раствара између две и три године након што је смештен у артерију. при томе два мала платинаста маркера остају да означе локацију оригиналног ПЦИ-ја. Артерија је током две године у стању да се шири и стеже, што се назива вазомоција, слично здравом крвном суду.